# ملعب رايلياردز
ملعب رايلياردز هو ملعب مخصص لكرة القدم يتسع لـ 21000 مقعد سيتم بناؤه في سكرامنتو، كاليفورنيا . سيكون بمثابة موطن لنادي ساكارامينتو ريببلك ، وهو نادي في بطولة الولايات المتحدة ، مع نية الانضمام إلى الدوري الأمريكي لكرة القدم. يعد الملعب جزءًا من مشروع إعادة تطوير سكرامنتو رايلياردز ‏ وقد تمت الموافقة عليه بالإجماع في أبريل 2019 من قبل مجلس مدينة سكرامنتو، كان من المقرر أن يكتمل الملعب بحلول بداية موسم 2023. ومع ذلك، فقد تم تعليق عرض توسعة سكرامنتو إلى أجل غير مسمى اعتبارًا من فبراير 2021.  وضع الملعب لم يتحدد بعد.

## التاريخ
في أبريل 2022، أعلن الفريق عن خطط لإنشاء ملعب صغير الحجم في الموقع. تدعو خطة الاستاد المعدلة، والتي لا تتوقف على إحياء عرض الدوري الأمريكي لكرة القدم، إلى إنشاء منشأة تتسع لـ 12.000 إلى 15.000 مقعدًا يمكن توسيعها في المستقبل إذا طلب ذلك.

## التصميم
تم الكشف عن التصميم الحالي للملعب في أبريل 2019. على الرغم من أن الملعب مصمم بوعاء مغلق، إلا أنه سيكون له مدرجات منفصلة على جوانب مختلفة، مما يخلق طابعًا مميزًا لكل مدرج، شبيه بسانت جيمس بارك . من أجل تحقيق هدف المصمم المتمثل في إنشاء أفضل ميزة على أرض الملعب للدوري الأمريكي (MLS)، ستتميز المقاعد بأعلى درجة انحدار في الدوري، بالإضافة إلى الجانب الشرقي غير المتدرج الذي يحمل أوجه تشابه مع الجدار الأصفر في ملعب سيغنال إيدونا بارك.